# 栽松站
栽松站（：／ Jaesong yeok */?）是廣域電鐵東海線沿線的一座鐵路車站，位於韓國釜山廣域市海雲臺區栽松洞。

## 車站結構
站體為2面2線側式月台的地面車站。

### 月台配置
| ↑ 釜山院洞 |
| \| １      |
| Centum ↓   |

| 月台 | 路線            | 目的地                                   |
| ---- | --------------- | ---------------------------------------- |
| 1    | ●广域电铁东海线 | Centum、新海雲臺、機張、日光、太和江方向 |
| 2    | ●广域电铁东海线 | 安樂、教大、巨堤、釜田方向               |

## 歷史
- 1989年8月16日：栽松站以臨時站落成啟用。
- 2016年12月30日：東海南部線鐵路複線电气化工程完工，編入東海本線並迁至距起点站（釜山鎮站）13.0公里处，广域电铁东海线開始運行[1][2]。

## 車站周邊
- 新栽初等學校
- 松樹初等學校

## 圖片

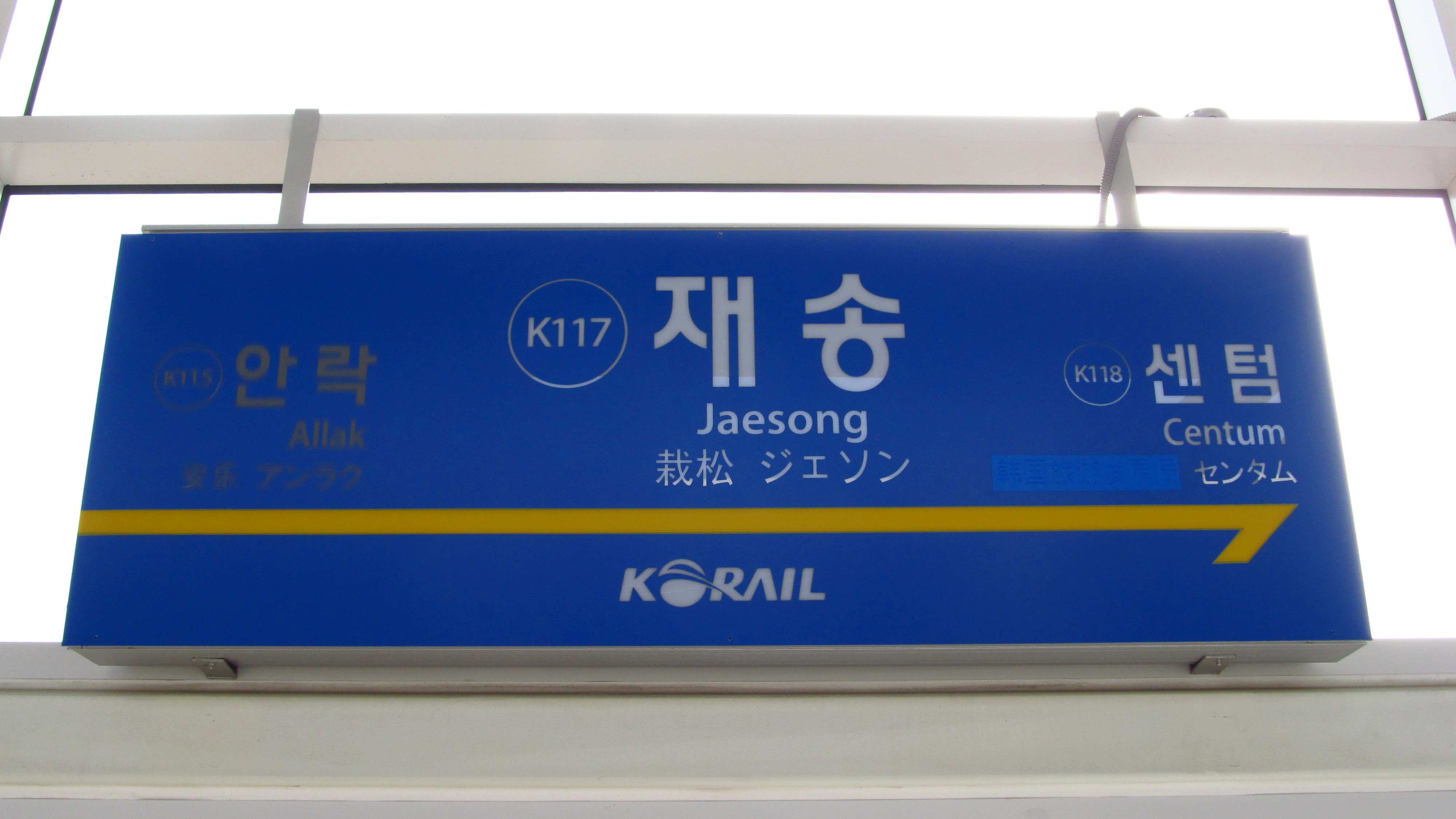
站名牌
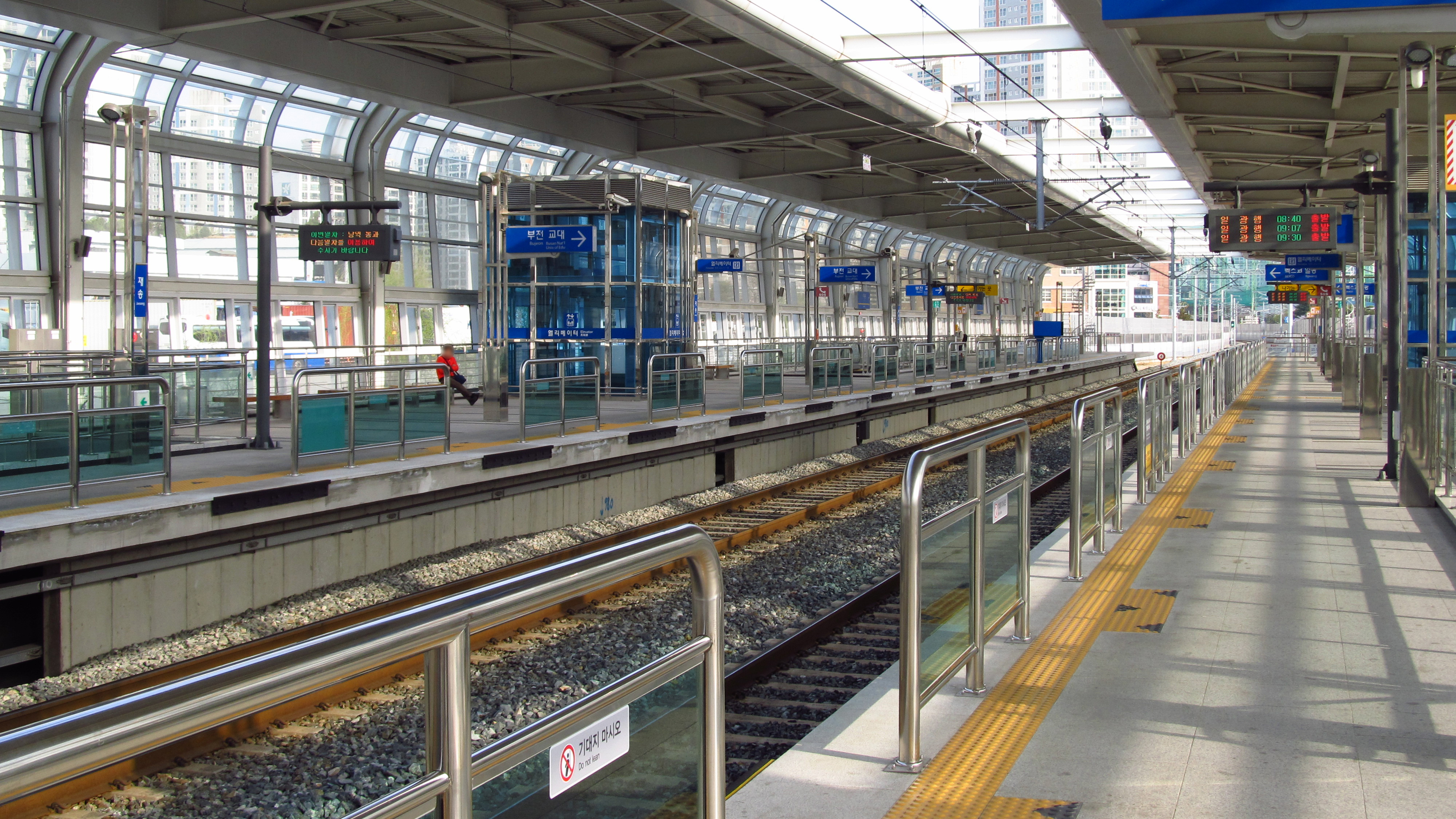
候車月台
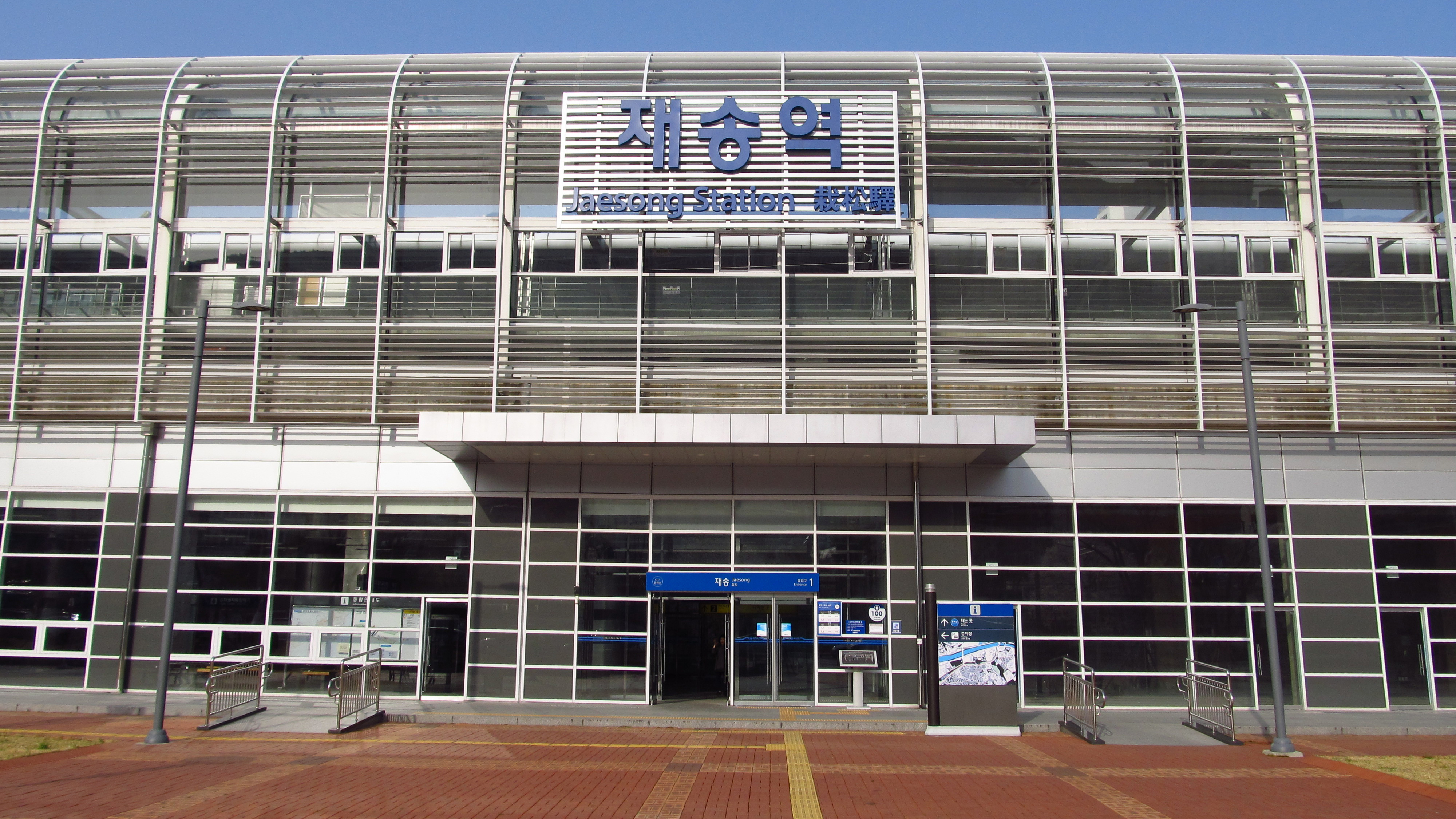
1號出口
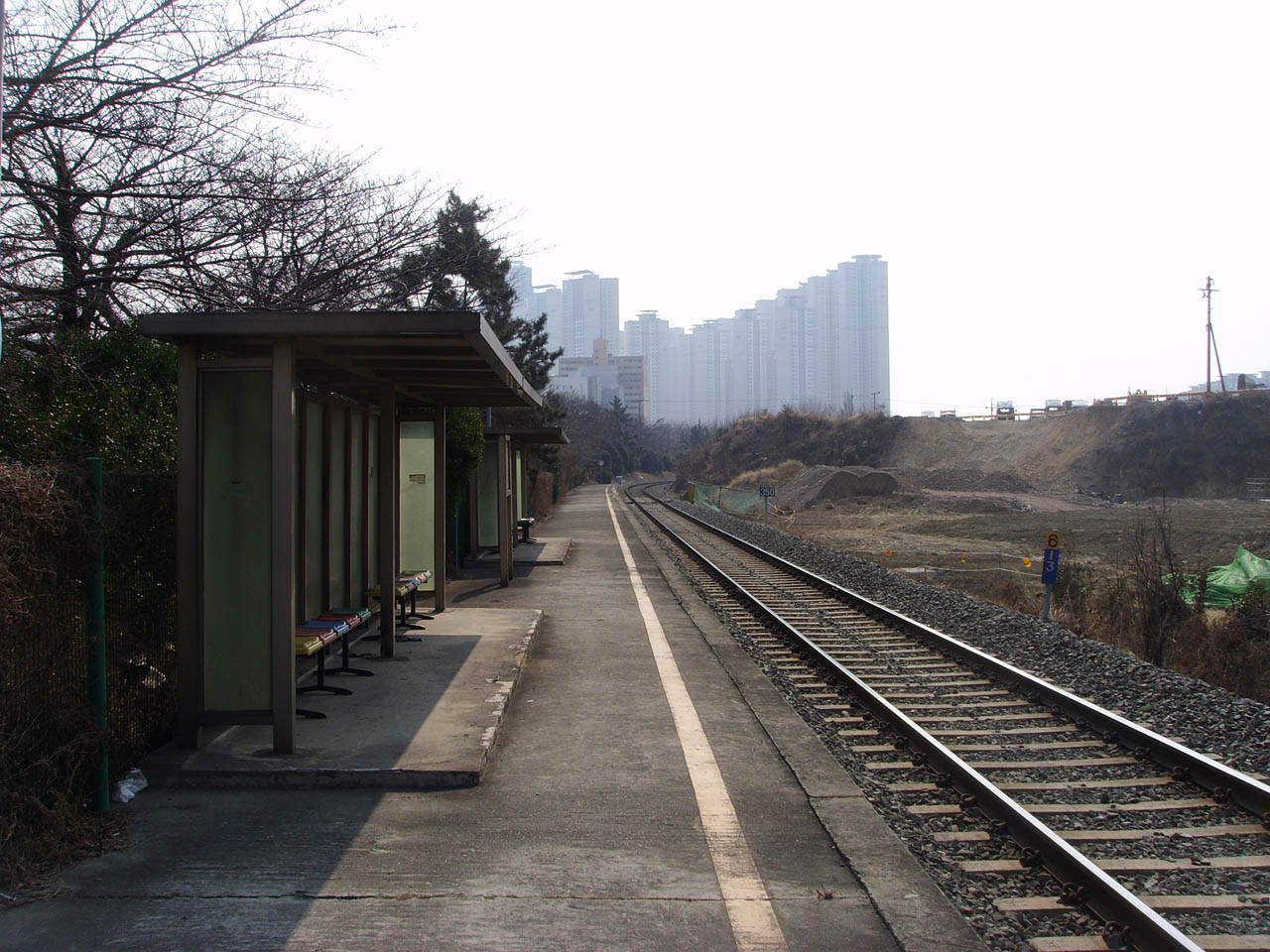
舊站月台
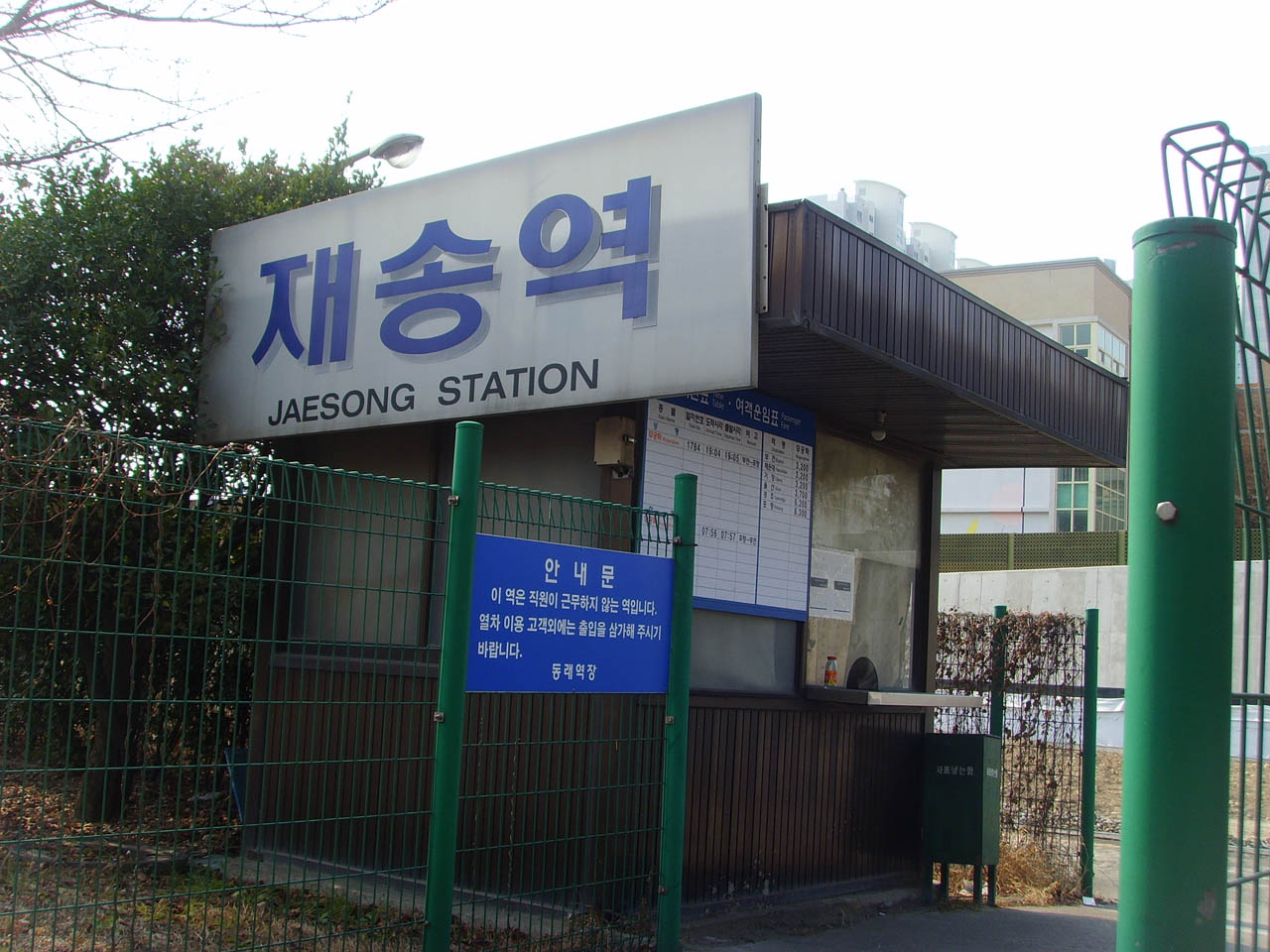
舊站售票亭

## 相鄰車站
韓國鐵道公社
●广域电铁东海线
釜山院洞（K116）－栽松（K117）－Centum（K118）